# Ферфакс (Оклахома)
Ферфакс (англ. Fairfax) — місто (англ. town) в США, в окрузі Осадж штату Оклахома. Населення — 1136 осіб (2020).

## Географія
Ферфакс розташований за координатами 36°34′12″ пн. ш. 96°42′28″ зх. д. / 36.57000° пн. ш. 96.70778° зх. д. (36.570081, -96.707885).  За даними Бюро перепису населення США в 2010 році місто мало площу 1,98 км², з яких 1,98 км² — суходіл та 0,00 км² — водойми.

### Клімат
| Клімат : Ферфакс      | Клімат : Ферфакс | Клімат : Ферфакс | Клімат : Ферфакс | Клімат : Ферфакс | Клімат : Ферфакс | Клімат : Ферфакс | Клімат : Ферфакс | Клімат : Ферфакс | Клімат : Ферфакс | Клімат : Ферфакс | Клімат : Ферфакс | Клімат : Ферфакс | Клімат : Ферфакс |
| Показник              | Січ.             | Лют.             | Бер.             | Квіт.            | Трав.            | Черв.            | Лип.             | Серп.            | Вер.             | Жовт.            | Лист.            | Груд.            | Рік              |
| Середній максимум, °C | 8,1              | 11,3             | 17,2             | 23,2             | 27,1             | 31,3             | 34,7             | 34,2             | 29,6             | 24,1             | 16,2             | 9,8              | 22,3             |
| Середній мінімум, °C  | −5,2             | −2,5             | 2,8              | 8,8              | 13,7             | 18,5             | 20,7             | 19,7             | 15,7             | 8,8              | 2,7              | −3,2             | 8,4              |
| Норма опадів, мм      | 30               | 41               | 79               | 81               | 122              | 107              | 74               | 84               | 119              | 74               | 64               | 41               | 909              |
| --------------------- | ---------------- | ---------------- | ---------------- | ---------------- | ---------------- | ---------------- | ---------------- | ---------------- | ---------------- | ---------------- | ---------------- | ---------------- | ---------------- |
| Джерело: weather.com  |                  |                  |                  |                  |                  |                  |                  |                  |                  |                  |                  |                  |                  |

## Демографія
Згідно з переписом 2010 року, у місті мешкало 1380 осіб у 590 домогосподарствах у складі 344 родин. Густота населення становила 696 осіб/км².  Було 814 помешкання (410/км²).
Расовий склад населення:
| - 60,4 % — білих - 27,3 % — корінних американців - 1,6 % — чорних або афроамериканців - 0,2 % — азіатів - 0,1 % — вихідців з тихоокеанських островів |

До двох чи більше рас належало 10,1 %. Частка іспаномовних становила 1,8 % від усіх жителів.
За віковим діапазоном населення розподілялося таким чином: 25,3 % — особи молодші 18 років, 52,6 % — особи у віці 18—64 років, 22,1 % — особи у віці 65 років та старші. Медіана віку мешканця становила 41,9 року. На 100 осіб жіночої статі у місті припадало 90,6 чоловіків;  на 100 жінок у віці від 18 років та старших — 86,1 чоловіків також старших 18 років.
Середній дохід на одне домашнє господарство  становив 42 906 доларів США (медіана — 31 406), а середній дохід на одну сім'ю — 54 640 доларів (медіана — 41 346). Медіана доходів становила 37 434 долари для чоловіків та 23 077 доларів для жінок. За межею бідності перебувало 25,9 % осіб, у тому числі 41,5 % дітей у віці до 18 років та 14,1 % осіб у віці 65 років та старших.
Цивільне працевлаштоване населення становило 498 осіб. Основні галузі зайнятості: освіта, охорона здоров'я та соціальна допомога — 24,3 %, публічна адміністрація — 12,2 %, роздрібна торгівля — 10,8 %, науковці, спеціалісти, менеджери — 10,0 %.